# 郷土会
郷土会（きょうどかい）は日本の美術団体であり、鏑木清方が開いた日本画の画塾。

## 概要
清方が最初に弟子を迎えたのは湯島切通にいた時で、明治29年（1896年）に門井掬水に絵を教えた。翌年、掬水は正式に清方に入門した。
明治34年（1901年）4月、清方は京橋木挽町に転居する。この時期に林緑水、石井滴水、桜井霞洞、三代目尾上多賀之丞らが入門、研究会が開催されるようになった。また、日露戦争に召集されて203高地において名誉の戦死を遂げた長沢青煙という青年画家もいた。
大正4年（1915年）に挿絵画家として名声を得ていた鏑木清方の画塾「象外（しょうがい）画塾」に集まった画家たちによって設立された美術団体を指す。郷土会という名称は、それぞれ巣立った後もふる里を忘れないようにという思いをこめてつけたものであった。象外画塾に集まった清方の弟子たちが作品の成果を問う目的のもと、清方自らも努めて作品を出品したほか、門井掬水、石井滴水、西田青坡、笠松紫浪、伊東深水 、川瀬巴水、柿内青葉、山川秀峰、寺島紫明、古屋台軒、北川一雄、柳原風居、小早川清、亀永吾郎、尾中廬山、増原宗一、大林千万樹、鳥居言人といった多くの清方の門人たちが日本画や版画などを出品している。なお、大正3年（1914年）には清方門下の女性画家は40人以上いたといわれ、大久保青園、天沼青蒲、林杏華、野口青華、津村青芽、飯村ふみ、山本信子、岡本更園、内弟子となった戸井田八重子、長谷川春子 、小林蓁（岸田劉生の妻）、石渡音羽、江木ませ子、吉田萌、柏木勝子などを輩出した。また、清方の門下には昭和4年（1929年）に入門した台湾出身の女性陳進もいた。他にも象外画塾、郷土会の写真などに散見されるが、氏名、閲歴の不明な者が多数みられる。
大正5年（1916年）この郷土会の場において、渡辺庄三郎の目に止まった伊東深水の絵をもとに創作された新しい版画が新版画の第一作「対鏡」であった。清方自身は大正7年（1918年）に入門した鳥居言人を最後の弟子と記している。その後、清方はあまり弟子を取らなくなったといわれるが、大正13年（1924年）には伊藤孝之が入門している。
清方らは第1回郷土会展覧会を大正4年6月22日から6月25日に開催、以降ほぼ毎年、展覧会を開いており、また、昭和3年（1928年）7月には郷土会第二部の第1回展として清方の孫弟子を中心とした展覧会も開催し始める。郷土会展覧会はその後、昭和6年（1931年）の第16回まで展覧会が開催された。郷土会において研鑽を積んだ清方の弟子たちはその後、大正末期から昭和初期の帝展などにも作品を出品するようになり名をなしていった。

## 展覧会
- 第1回 大正4年6月22日から6月25日 京橋築地倶楽部
- 第2回 大正5年5月3日から5月7日 京橋築地倶楽部
- 第3回 大正6年5月1日から5月7日 上野公園美術学校倶楽部
- 第4回 大正7年6月15日から20日 上野公園美術学校倶楽部
- 第5回 大正9年3月7日から3月14日 上野松坂屋
- 第6回 大正10年3月5日から3月11日 上野松坂屋
- 第7回 大正11年1月15日から1月19日 上野松坂屋
- 第8回 大正12年3月18日から3月22日 日本橋三越
- 第9回 大正13年3月15日から3月24日 上野松坂屋
- 第10回 大正14年5月6日から12日 銀座松坂屋
- 第11回 昭和元年5月2日から5月7日 日本橋三越
- 第12回 昭和2年5月17日から5月21日 日本橋三越
- 第13回 昭和3年5月17日から5月21日 日本橋三越
- 第14回 昭和4年5月17日から5月22日 上野松坂屋
- 第15回 昭和5年6月17日から6月22日 上野松坂屋
- 第16回 昭和6年5月10日から5月14日 上野松坂屋 ※第16回展以降の展覧会を中止。

## 第二部展覧会
- 第1回 昭和3年7月18日から7月23日 上野松坂屋
- 第2回 昭和4年8月1日から8月10日 上野松坂屋
- 第3回 昭和5年3月1日から6日 上野松坂屋 ※伊東深水、小早川清が出品。